# Philadelpho Azevedo

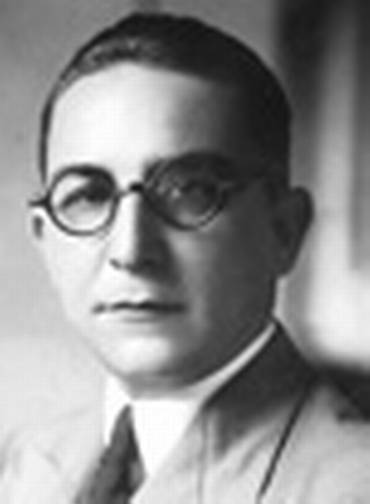
Philadelpho Azevedo, 1947

José Philadelpho de Barros e Azevedo (* 13. März 1894 in Rio de Janeiro; † 7. Mai 1951 in Den Haag) war ein brasilianischer Jurist. Er wirkte ab 1937 als Professor für Zivilrecht an der Faculdade Nacional de Direito und fungierte von 1946 bis zu seinem Tod als Richter am Internationalen Gerichtshof.

## Leben
Philadelpho Azevedo wurde 1894 in Rio de Janeiro geboren und beendete 1910 seine Schulausbildung mit dem Baccalauréat im Bereich Wissenschaften und Sprachen am Colégio Pedro II. Anschließend absolvierte er ein Studium der Rechtswissenschaften an der Faculdade de Ciências Jurídicas e Sociais in seiner Geburtsstadt, das er 1914 mit der Promotion abschloss. Nach einem Studienaufenthalt in Paris wirkte er ab 1917 als Professor für Philosophie am Colégio Pedro II in Rio de Janeiro sowie ab 1932 als Dozent und ab 1937 als Professor für Zivilrecht an der Faculdade Nacional de Direito.
Im Jahr 1942 wurde er zum Richter am Obersten Gerichtshof Brasiliens ernannt, außerdem war er zeitweise Bürgermeister von Rio de Janeiro. Darüber hinaus war von 1925 bis 1929 für den nationalen Bildungsrat und von 1934 bis 1936 auch als Staatsanwalt im früheren Distrito Federal von Rio de Janeiro tätig, in den Jahren 1937 und 1938 arbeitete er als Präsident des Instituts der Brasilianischen Anwälte. Des Weiteren hatte er zwischen 1937 und 1939 verschiedene Positionen in Regierungskommissionen inne, von Oktober 1945 bis Januar 1946 war er als Präfekt Teil der Regierung José Linhares im Distrito Federal.
Nach dem Ende des Zweiten Weltkriegs wurde er im Jahr 1946 Richter am neugegründeten Internationalen Gerichtshof in Den Haag, an dem er bis zu seinem Tod wirkte. Er starb 1951 in Den Haag und war damit der erste Richter in der Geschichte des Gerichts, der vor Ablauf seiner Amtszeit verstarb. Zu seinem Nachfolger wurde sein Landsmann Levi Carneiro gewählt.

## Werke (Auswahl)
- Direito moral do escriptor. Alba, Rio de Janeiro 1930.
- Um triênio de judicatura. Limonad, São Paulo 1948.